# Batalla del cabo Cherchel
La batalla del cabo Cherchell fue un combate naval de la guerra civil española que enfrentó al crucero pesado Baleares por parte de las fuerzas sublevadas contra los cruceros ligeros Libertad, Méndez Núñez y su escolta de destructores por el bando gubernamental en la mañana del 7 de septiembre de 1937.

## Antecedentes: El convoy soviético
Como parte de la guerra naval que ambos bandos estaban llevando a cabo, era necesario garantizar el tránsito seguro de suministros por vía marítima. Así pues, el almirante Buiza, Comandante en jefe de la flota republicana, ordenó el 6 de septiembre a la flota republicana abandonar el puerto de Cartagena e ir a la costa argelina a proteger tres buques mercantes, el Aldecoa, el Antonio Satrústegui y el Mar Caribe que regresaban de la URSS. Esta flota se componía de los cruceros, Libertad y Méndez Núñez y siete destructores: Lepanto, Almirante Valdés, Almirante Antequera, Almirante Miranda, Gravina, Jorge Juan y Escaño.

## Combate entre las dos flotas
Mientras que el convoy naval republicano se dirigía a Cartagena en la mañana del 7 de septiembre, los barcos fueron avistados a las 10:15 por el vigía del crucero sublevado Baleares, de patrulla al largo de la costa argelina, dirigiéndose hacia el este a 30 millas náuticas de Argel. A pesar de su inferioridad táctica, debido a su ubicación entre la flota republicana y la costa, el comandante del Baleares, capitán de navío Manuel de Vierna, ordenó cambiar su ruta hacia el noreste para alcanzar a la flota republicana por detrás. A las 10:30, el convoy republicano se dividió en dos partes: los buques mercantes y destructores de protección se dirigieron hacia el sur, hasta el puerto de Cherchell, mientras que los dos cruceros fueron tomando un rumbo paralelo al Baleares para hacer frente al crucero sublevado. El Baleares abrió fuego alrededor de las 10:45 h.  pero sin causar daño a sus oponentes. Estos respondieron con mayor eficiencia: dos impactos realizados desde el Libertad alcanzaron al crucero sublevado y provocaron un incendio en el almacén de municiones y el sistema de control de artillería se vio afectado por un cortocircuito eléctrico. La batalla naval cesó a las 11:15.
El Baleares viró a su vez para tomar un rumbo paralelo al de los buques republicanos pero se perdió el contacto. En el Baleares se aprovechó esta interrupción para reparar provisionalmente los daños y atender a sus muertos (3) y heridos (26). Por la tarde, las dos flotas se desviaron hacia el sur hasta cortarse el camino de regreso, de nuevo hacia el este. Navegando a lo largo de la costa argelina, los cruceros republicanos fueron bombardeados por aviones nacionales procedentes de Mallorca alrededor de las 16:45 h., pero solo el destructor Escaño fue alcanzado. Los buques republicanos se encontraron de nuevo más tarde con el crucero nacional. El Libertad volvió a anotarse dos impactos en áreas críticas del Baleares, tras lo cual el crucero pesado navegó con daños en demora de su base.

## Resultados
Durante esta batalla el Baleares no causó daños significativos a sus oponentes a diferencia de lo que sí hizo el Libertad, que ocasionó algunos daños graves que provocaron la reducción de las capacidades de combate del Baleares. El crucero del bando sublevado, sin embargo, logró el éxito en su misión de interceptar el convoy de mercantes republicanos. Estos se vieron obligados de hecho a desviarse a la bahía de Cherchell, teniendo que fondear en el puerto, donde fueron internados por las autoridades francesas. Debido a la deficiente actuación de la Flota republicana, el almirante Buiza fue destituido de su puesto como Comandante de la Flota republicana, mientras que el comandante del Baleares, Manuel de Vierna, por su actuación fue promovido al grado de contraalmirante provisional. Unos meses después, en marzo de 1938 desaparecería junto a su barco durante la batalla del cabo de Palos.